# Saula elongata
Saula elongata là một loài bọ cánh cứng trong họ Endomychidae. Loài này được Heller miêu tả khoa học năm 1923.